# Мала електронна обчислювальна машина

Мала електронна обчислювальна машина. Загальний вигляд.

Мала́ електро́нна  обчи́слювальна маши́на, (МЕОМ) (найчастіше навіть в україномовних джерелах та/або в розповідях україномовних ветеранів позначається як МЕСМ, від рос. МЭСМ — Малая электронная счётная машина) — перша в СРСР і одна з перших Європі електронна цифрова обчислювальна машина (ЕЦОМ). Її часто називають першим електронним комп'ютером створеним у континентальній Європі.. Створена в Інституті електротехніки АН УРСР під керівництвом академіка Сергія Лебедєва, який на той час був директором цього інституту. Початок розробки — 1948, введена в експлуатацію у 1950 році.
Розробка була розпочата з наміром змоделювати (змакетувати) обчислювальну машину БЭСМ і тому спочатку перша «М» розшифровувалася як «модель». Після перших успіхів та з урахуванням гостроти потреби (як в УРСР, так і в СРСР в цілому) в обчислювальних потужностях вирішили макет перетворити на машину для обчислення реальних задач. Практично до введення в експлуатацію першого екземпляра ЕОМ «Київ» «МЕСМ» була основою «обчислювальних потужностей» УРСР (не беручи до уваги ЕОМ «СЕСМ», яка була спеціалізованою).
Експлуатацію МЕОМ для розв'язку реальних задач було розпочато 12.01.1952 р. обчислювальною лабораторією Інституту математики АН УРСР, якою керувала Ющенко К.Л. Досвід програмування на комп'ютері МЕСМ з унікальною архітектурою вплинули на архітектуру інших комп'ютерів та спонукали винайденню програмування високого рівня та вказівників.
Після зняття з експлуатації «МЕОМ» було передано до Київського політехнічного інституту для використання в навчальному процесі. Поступово була розібрана з використанням окремих електронних вузлів для навчання інженерів з цифрової обчислювальної техніки.

## Базові параметри МЕОМ
- Система числення — двійкова з фіксованою комою перед старшим розрядом;
- Розрядність — 16 (+1 на знак);
- Запам'ятовувальний пристрій — тригери; можливе використання магнітного барабану;
- Ємність оперативного запам'ятовувального пристрою — 31 для чисел та 63 для команд;
- Ємність постійного (штекерного) запам'ятовувального пристрою — 31 для чисел та 63 для команд;
- Основні команди: додавання, віднімання, множення, ділення, зсув, команди переходу (безумовного та з порівнянням за абсолютним значенням або з порівнянням з урахуванням знаку), обміну даними між ОП та магнітним барабаном (запису та читання), складання команд (забезпечувала унікальну можливість МЕОМ щодо динамічної модифікації команд, використовувалась для модифікації команд, створення та/або формування) , зупинка;
- Система команд — триадресна, команди довжиною 20 двійкових розрядів (з них 4 розряди — код операції);
- Арифметичний пристрій — один, універсальний, паралельної дії, на тригерах;
- Обмін між арифметичним та запам'ятовувальним пристроями — послідовний;
- Швидкодія — близько 50 операцій за секунду;
- Робоча частота — 5 кГц;
- Введення вихідних даних — з перфокарт або безпосереднім набором кодів на штекерному комутаторі;
- Вивід результатів — фотографування або за допомогою електромеханічного друкувального пристрою;
- Контроль — системою програмування;
- Пошук несправностей — спеціальні тести та переведення на ручну або напівавтоматичну роботу;
- Площа приміщення — 60 м²;
- Кількість електронних ламп-тріодів — близько 3500, ламп-діодів — 2500;
- Енергоспоживання — 25 кВт.

Унікальні особливості архітектури МЕОМ:
- арифметичній пристрій паралельної дії для прискорення виконання арифметичних дій;
- центральне та локальне керування виконанням програм. Машина мала два лічильники команд — перший містив адресу поточної команди для «головної програми», а другий («локальний») — для викликаної підпрограми, наприклад стандартної підпрограми обчислення значень елементарних функцій. Це уможливлювало виклик підпрограми без запису адреси повернення (у стек чи регістр) до головної програми. Адреса команди, яку необхідно було виконувати після завершення підпрограми, зберігалась у лічильнику команд «центрального керування».
- можливість динамічної модернізації програм.

Модернізацію програм здійснювала команда складання команд, яка дозволяла отримати послідовний доступ до даних, які розміщувалися у сусідніх комірках оперативної пам'яті, як і елементи масивів. Це стало відправною точкою для включення в операторний метод програмування (О.А. Ляпунов) поняття масиву. При цьому окремі комірки пам'яті виконували роль індексних регістрів. 
Наявність динамічної модернізації програм підказала О. Ляпунову та К. Ющенко принципову можливість писати програмувальні програми (компілятори), які будуть здатні за формальним записом (алгоритмом) математика створити відповідну програму у машинних кодах для виконання комп'ютером.
Катерина Ющенко, під час складання програм розрахунків реальних задач на МЕОМ, використовувала команду складання команд для отримання доступу до даних шляхом опосередкованої адресації 2-ого рангу (вказівниками). Виклик підпрограм також здійснювався такою опосередкованою адресацією. Комірки оперативної пам’яті, які використовувались для опосередкованої адресації, мали суттєво ширші функціональні можливості за індексні регістри та при проєктуванні комп’ютера «Київ» були втілені у так звані «регістри модернізації адрес».
Команда складання команд сприяла винайденню в Адресній мові програмування опосередкованої адресації вищих рангів (вказівників - Pointers) та була вдосконалена  та узагальнена в ЕОМ «Київ» до групових операцій модернізації адрес, включаючи Ф-операцію, яка дозволяє виконувати багатократне розіменування вказівників ("штрих-операцію").

## Етапи створення та експлуатації МЕОМ
Хронологія подій взята з документа «Етапи розробки першої електронної (малої) лічильної машини» з архіву матеріалів, зібраного Лебедєвим та вперше наведеного в книзі Малиновського «Історія обчислювальної техніки в особах» (рос. «История вычислительной техники в лицах»):
1. жовтень-грудень 1948 — Розробка загальних принципів побудови електронних обчислювальних машин.
2. січень-березень 1949 — Окреслені загальні напрями для розробки окремих елементів. Семінари з обчислювальних машин з участю представників Інститутів математики та фізики Академії наук УРСР.
3. березень-квітень 1949 — Розробка тригерів та інших компонентів (генератора імпульсів, лічильників) машини на електронних лампах.
4. травень-червень 1949 — Розробка першого варіанту арифметичного пристрою. Переїзд в нове приміщення та облаштування лабораторії.
5. липень-вересень 1949 — Розробка другого варіанту арифметичного пристрою, розробка статичних елементів пам'яті, електронних комутаторів.
6. жовтень-грудень 1949 — Створення принципової блок-схеми макета машини, розробка загальної компоновки, конструювання та побудова каркаса.
7. січень-березень 1950 — Розробка та виготовлення окремих блоків та їхнє налаштування. Розробка та виготовлення пульта керування. Розробка технічних умов на магнітне запам'ятовування.
8. квітень-липень 1950 — Встановлення блоків на каркас та монтаж міжблочних з'єднань, монтаж зв'язків між каркасом та пультом. Налаштування на каркасі блоків та груп блоків з їхньою взаємодією. Роботи з магнітного запам'ятовування в Інституті фізики АН УРСР.
9. серпень-листопад 1950 — Налаштування керування машиною з пульта. Перший пробний запуск макету машини (6.11.1950).
10. листопад-грудень 1950 — Збільшення кількості блоків запам'ятовування для розширення ємності запам'ятовувального пристрою. Обробка операцій додавання та віднімання, множення та порівняння.
11. січень-лютий 1951 — Демонстрація діючого макету комісії (4.01.1951). Протягом демонстрації вирішувались завдання з обчислення суми непарного ряду факторіалу числа, зведення в ступінь. Почато переробку макета в електронну машину.
12. березень-травень 1951 — Розробка систем постійних чисел та команд. Ведення фотографічного запису результату. Розробка системи керування магнітним запам'ятовуванням. Введення в експлуатацію постійних чисел і команд. Демонстрація роботи машини Урядовій комісії й Комісії експертів.
13. червень-серпень 1951 — Пристосування сортування з перфокартами для введення вихідних даних у машину. Введення нових блоків для здійснення операцій додавання команд, введення підпрограм, зв'язку з системою магнітного запису кодів. Монтаж і налагодження управління системою магнітного запам'ятовування. Вихід урядової постанови (№ 2759—1321 від 1.06.1951), яка зобов'язує ввести в експлуатацію Електронну (малу) машину в IV кварталі 1951
14. серпень-листопад 1951 — Відпрацювання арифметичної операції ділення та інших операцій. Переробка блоків запам'ятовування для збільшення їхньої надійності. Закінчення переробки макета в малу машину й випробування її перед пуском.
15. грудень 1951 — Пуск Електронної (малої) машини в експлуатацію (25.XII.51). Вирішення на машині реальних завдань: обчислення функцій розподілу ймовірностей. Підраховано 585 значень з точністю до одиниці 5-го знака, для чого зроблено близько 250 тис. операцій. Підрахунки зроблені за 2,5 години. На підставі обчислень складені таблиці, призначені для визначення однорідності пострілів артилерійських гармат із погляду однаковості технічного розсіювання. Ці ж таблиці застосовуються для установки режиму роботи верстатів-автоматів.

На машині «МЕОМ» також були розв'язані низка завдань на замовлення провідних математичних та технічних інститутів, зокрема зі створення таблиць значень складних функцій, інженерних обчислень в галузі енергетики.

## Учасники створення
- Дашевський Лев Наумович, старший науковий співробітник лабораторії Лебедєва в Інституті електротехніки АН УРСР, кандидат технічних наук, активний учасник розробки та наладки «МЕСМ». Один із авторів монографії «Мала електронна обчислювальна машина» (рос. Малая электронная счетная машина) (1952)
- Шкабара Катерина Олексіївна, старший науковий співробітник лабораторії Лебедєва в Інституті електротехніки АН УРСР, кандидат технічних наук, керівник розробки та наладки пристрою керування «МЕСМ» та системи керування запам'ятовуючим пристроєм на магнітному барабані. Співавторка монографії «Мала електронна обчислювальна машина» (1952).
- Погреби́нський Соломо́н Беніамі́нович — проектування основного варіанту арифметичного пристрою, монтаж, налагодження та експлуатація «МЕСМ».
- Рабинович Зіновій Львович — проектування зовнішніх пристроїв «МЕСМ».
- Зоріна-Рапота Зоя Сергіївна — проектування запам'ятовувального пристрою на магнітному барабані, монтаж, налагодження та експлуатація «МЕСМ».
- Гладиш Ганна Леонідівна — проектування запам'ятовувального пристрою на магнітному барабані, монтаж, налагодження та експлуатація «МЕСМ».
- Окулова Івета Петрівна — проектування запам'ятовувального пристрою на магнітному барабані.
- Черняк Ростислав Якович — проектування, монтаж, налагодження запам'ятовувального пристрою на магнітному барабані.
- Абалишнікова Лідія Михайлівна — проектування арифметичного пристрою, монтаж.
- Кондалєв Андрій Іванович — проектування пасивного запам'ятовувального пристрою «МЕСМ».
- Крайницький Володимир Васильович — проектування стійок та пульту «МЕСМ».
- Піневич Михайло Михайлович — проектування 1-го варіанту арифметичного пристрою.
- Дедешко Євген Євгенович — проектування пристрою живлення, монтаж, налагодження та експлуатація «МЕСМ».
- Офенгенден Рафаїл Григорович — проектування, монтаж, налагодження та експлуатація магнітного барабану «МЕСМ».
- Похило Микола Павлович — проектування елементної бази «МЕСМ».